# Friedrich Streich

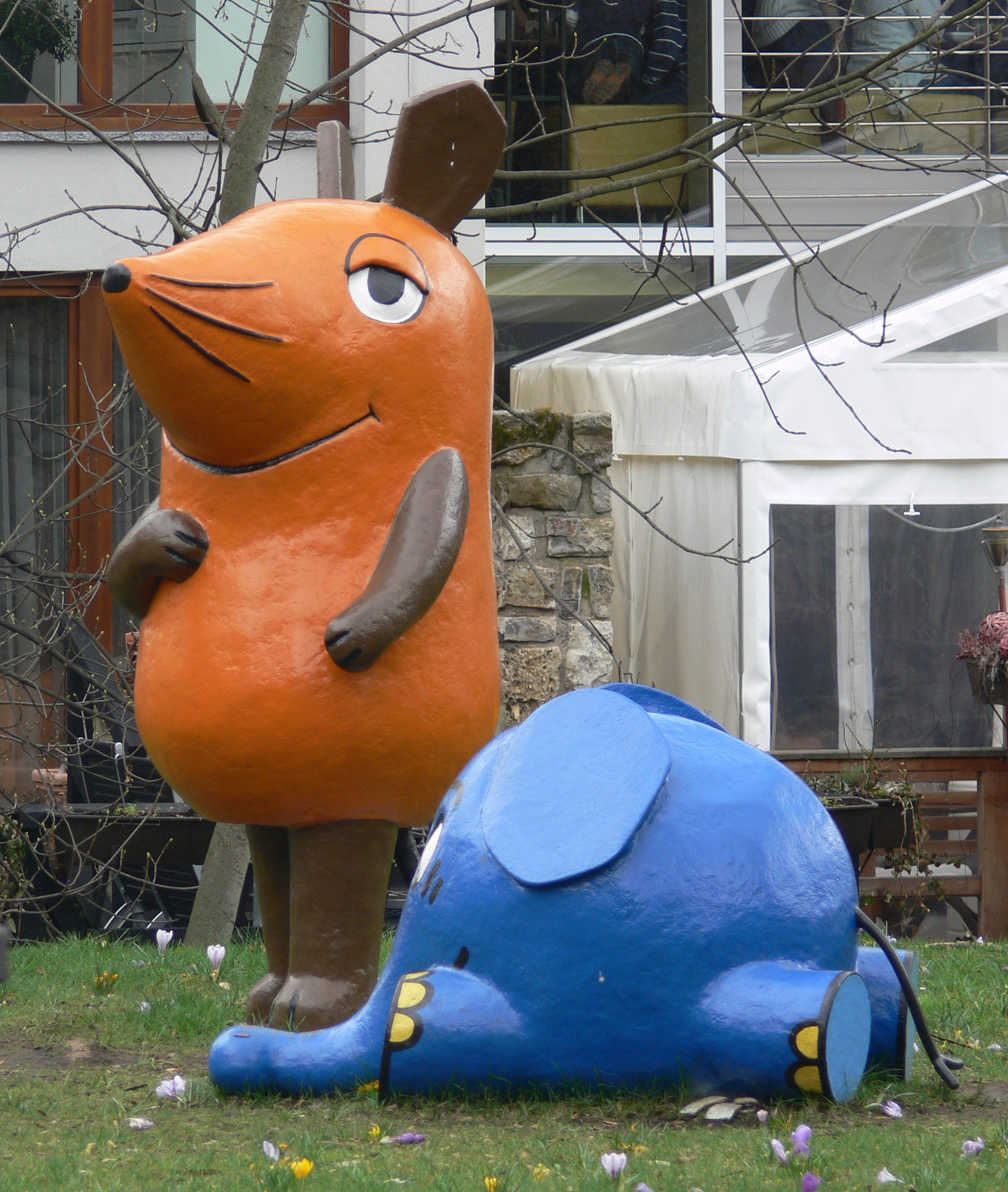
Maus und Elefant als Plastik

Friedrich Streich (* 17. Juni 1934 in Zürich; † 3. Oktober 2014 in München) war ein Schweizer Zeichentrickfilmer. Nachdem er am Deutschen Institut für Filme und Fernsehen (DIFF) zum Dramaturgen und Regisseur ausgebildet worden war, arbeitete Streich zunächst als Schauspieler, Journalist und Karikaturist. Seine Zeichnungen erschienen unter anderem im Tages-Anzeiger, in der Süddeutschen Zeitung, im Nebelspalter und in der Münchener Abendzeitung. Ab 1960 arbeitete er als Trickfilmer.
Der WDR beauftragte Streich Anfang der 1970er-Jahre, die Maus aus der Bildergeschichte Maus im Laden von Isolde Schmitt-Menzel zu animieren. Streich fügte der Figur besondere Geräusche, wie ihr charakteristisches Augenklimpern, typische Bewegungen und neue Fähigkeiten hinzu. Den ersten Auftritt im Fernsehen hatte die Maus am 7. März 1971. Die Sendung hieß zunächst Lach- und Sachgeschichten und ab 1972 Die Sendung mit der Maus. Im Juni 1974 entwickelte Streich den kleinen blauen Elefanten und 1987 die gelbe Ente. Seit den 1980er Jahren waren neben Streich zunehmend auch weitere Trickfilmer an den Maus-Spots beteiligt. Selbst produzierte Streich 333 rund 30-sekündige Trickfilme mit der Maus. 1988 erhielt er dafür zusammen mit Dieter Saldecki, Enrico Platter und Armin Maiwald den Adolf-Grimme-Preis mit Gold.